# Neu marina
La neu marina en el mar profund és el nom que rep la contínua caiguda, des de les capes superiors de la columna d'aigua, dels detritus principalment orgànics. Exporta energia de manera significativa des de la zona rica en llum (zona fòtica) cap a la zona afòtica de sota. Aquest terme va ser encunyat primer per l'explorador William Beebe quan el va observar des de la seva batisfera. Hi ha canvis en la producció de neu marina segons les estacions de l'any i l'activitat fotosintètica i els corrents oceànics. La neu marina pot ser una important d'aliment pels organismes que viuen en la zona afòtica, particularment pels organismes que viuen molt profundament dins la columna d'aigua.

## Composició
La neu marina està composta d'una gran varietat de matèria orgànica principalment, inclou animals morts o moribunds i plantes (plàncton), protists (diatomees), matèria fecal, sorra i altres pols inorgàniques. La majoria de la composició de la neu marina està feta d'agregats o partícules petites que es mantenen juntes per una mucositat de polisacàrids transparents. Aquests agregats creixen amb el pas del temps i poden arribar a fer diversos centímetres de diàmetre, desplaçant-se durant setmanes abans d'arribar al llit marí. Sovint es forma en les florides d'algues. La majoria dels components orgànics de la neu marina els consumeixen els microbis, el zooplàncton i altres animals filtradors dins els primers 1000 metres del seu desplaçament. La neu que arriba al sòl del fons del mar també s'acabarà descomponent de forma biològica.